# Symphonie no 85 de Joseph Haydn
« La Reine »
La Symphonie no 85 ou « La Reine », Hob. I:85, de Joseph Haydn a été achevée en 1785. Appréciée de Marie Antoinette d'Autriche, son surnom lui fait référence. Cette symphonie a été écrite pour une flûte, deux hautbois, deux bassons, deux cors et des cordes. Sa tonalité principale est Si bémol Majeur et elle se compose de quatre mouvements. Sa durée moyenne d'exécution se trouve entre 22 et 24 minutes. Celle-ci est dite magistrale, élégante, savante, populaire et elle illustre les fastes de l'Ancien régime.

## Contexte

### Composition
Joseph Haydn compose cette symphonie dans le cadre des symphonies parisiennes. Dans les années 1785 et 1786, il travaille à Paris, pour la société du concert de la Loge Olympique à la suite d'une commande de Claude François Marie Rigoley, comte d'Orgny. Joseph Haydn compose six symphonies : la  87, la 83 et la 85 en 1785 puis la 84, la 86 et la 82 en 1786. Il reçoit 25 louis d'or par symphonie, une somme particulièrement satisfaisante pour Joseph Haydn. La symphonie no 85 arrive en 1788 chez l'édition Imbault, avec comme titre « Reine de France ». Annonçant cette édition, on peut lire dans Le Mercure de France « Ces symphonies du plus beau caractère et d’une facture étonnante ne peuvent manquer d’être recherchées avec le plus vif empressement par ceux qui ont eu le bonheur de les entendre. Le nom de Haydn répond de leur mérite extraordinaire ».

### Diffusion
Dans la saison de 1787, les premières exécutions publiques de ces symphonies parisiennes apparaissent. Elles ont lieu dans la salle des Cents suisses du Palais des Tuileries, occupée auparavant par le Concert spirituel. La symphonie 85 est la plus jouée d'entre elles.

## Analyse

### Adagio - Vivace
Adagio, en si bémol majeur, à , 11 mesures, puis Vivace, en si bémol majeur, à 
, mesures 12-276

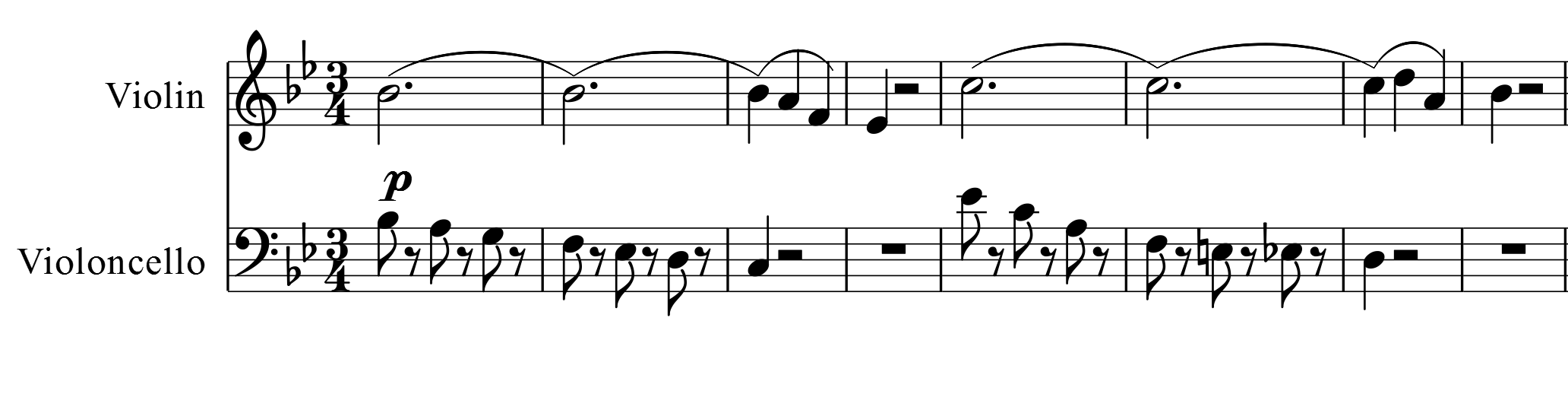
Début du Vivace

Cette symphonie démarre par une introduction Adagio qui subsiste sous forme d'autographe à Berlin. Cette introduction est lente, à 2/2, composée de rythmes pointés et elle illustre l'ouverture à la française. Celle-ci se poursuit par un Vivace, énergique, à 3/4, souple et chantant en forme sonate. Il y a une partie en Fa mineur, inspirée et reprise de la symphonie no 45 de Haydn et se termine par un accord parfait en Ré majeur, conçue comme dominante de Sol mineur. Ce premier mouvement s'achève ensuite par une chute chromatique et une arrivée en Si bémol Majeur.

### Romance Allegretto
Romance Allegretto, en mi bémol majeur, à , 215 mesures, 126 mesures

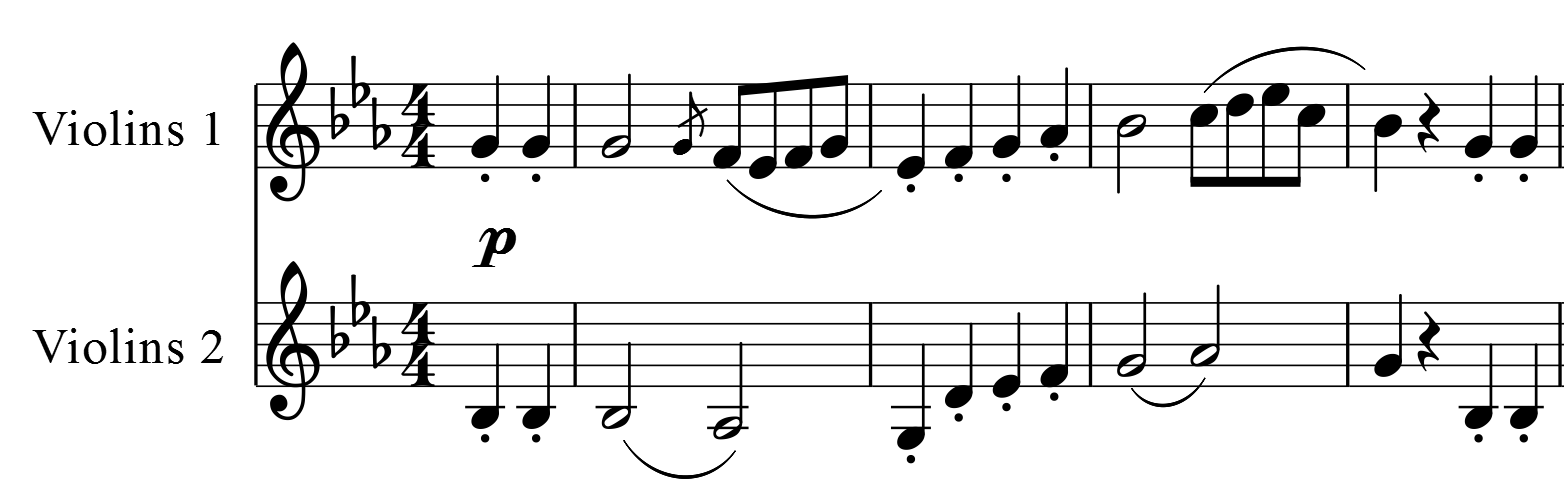
Début de l'Allegretto

Ce deuxième mouvement est en Mi bémol Majeur à 2/2. Il porte une variation de la chanson française « La gentille et jeune Lisette ». Il y a quatre variations, la première se caractérise par ses rythmes pointés, la deuxième est en Mi bémol Majeur, la troisième met en valeur la flûte, la dernière après trois accords forte débouche sur une brève coda.

### Menuetto (Allegretto)
Menuetto (Allegretto), en mi bémol majeur, à 
, 78 mesures
Il s'agit d'un menuet de cour, distingué. On y trouve un passage où la mélodie est dominée par les vents.

### Presto
Presto, en si bémol majeur, à 
, 220 mesures
Ce quatrième mouvement est un spirituel final. Il rentre dans le cadre de la forme rondo-sonate monothématique. Sa structure est A-B-A-C-A-B'-A. Le thème unique de ce mouvement est d'aspect populaire.

## Enregistrement
- New York Philharmonic - Direction Leonard Bernstein
- Berliner Philharmoniker - Direction Herbert von Karajan (Deutsche Grammophon)
- Hanover Band - Direction Roy Goodman
- Concentus Musicus Wien - Direction Nikolaus Harnoncourt.

## Symphonie connexe
L'impératrice du Saint-Empire romain germanique Marie-Thérèse, mère de Marie-Antoinette, a également une symphonie de Haydn qui porte son nom. Il s'agit de la symphonie no 48, dite « Marie-Thérèse ».